# Константинос Тасулас
Константинос Тасулас (на гръцки: Κωνσταντίνος Τασούλας) е гръцки политик от Нова демокрация, настоящ президент на Гърция.

## Биография
Роден е в Янина на 17 юли 1959 г. Завършва право в Атинския университет през 1981 г. Работи като юрист в Атина и Лондон. 
На 12 февруари 2025 г. гръцкият парламент избира Константинос Тасулас за 14-ти Президент на Гърция, след като побеждава другите кандидати Тасос Яницис от Общогръцко социалистическо движение, Лука Кацели от Коалиция на радикалната левица и Константинос Кириаку от Демократично патриотично народно движение „Ники“.